# Погодная обсерватория на Мауна-Лоа
Погодная обсерватория на Мауна-Лоа (англ. Mauna Loa Observatory (MLO)) — атмосферная станция у вершины вулкана Мауна-Лоа, на острове Гавайи, США.

## Обсерватория

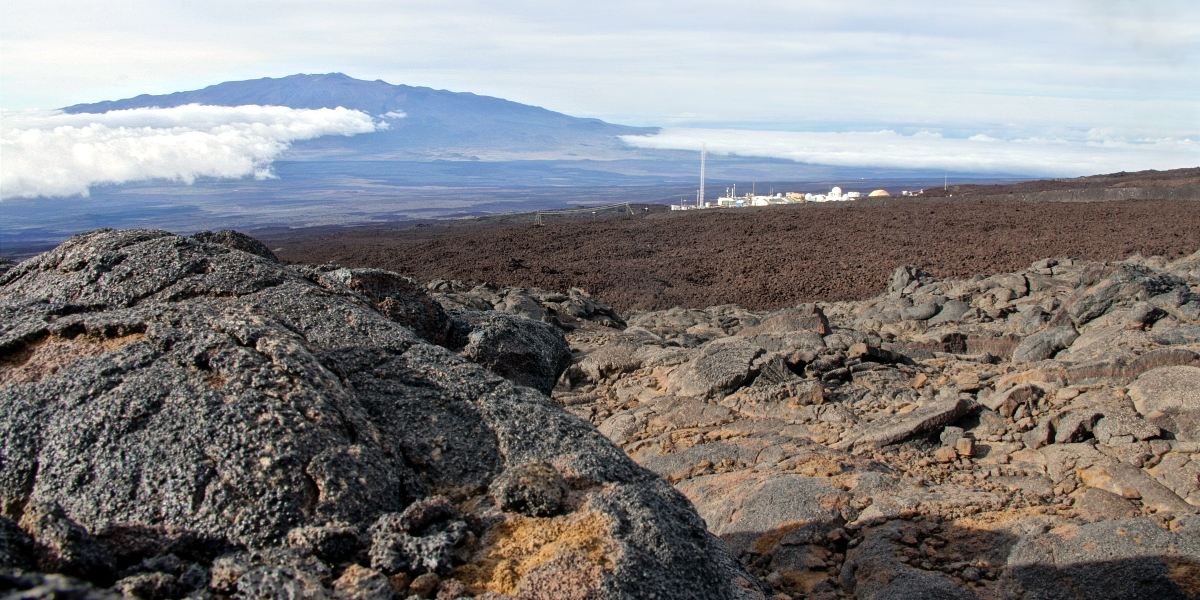
Обсерватория на склоне Мауна-Лоа

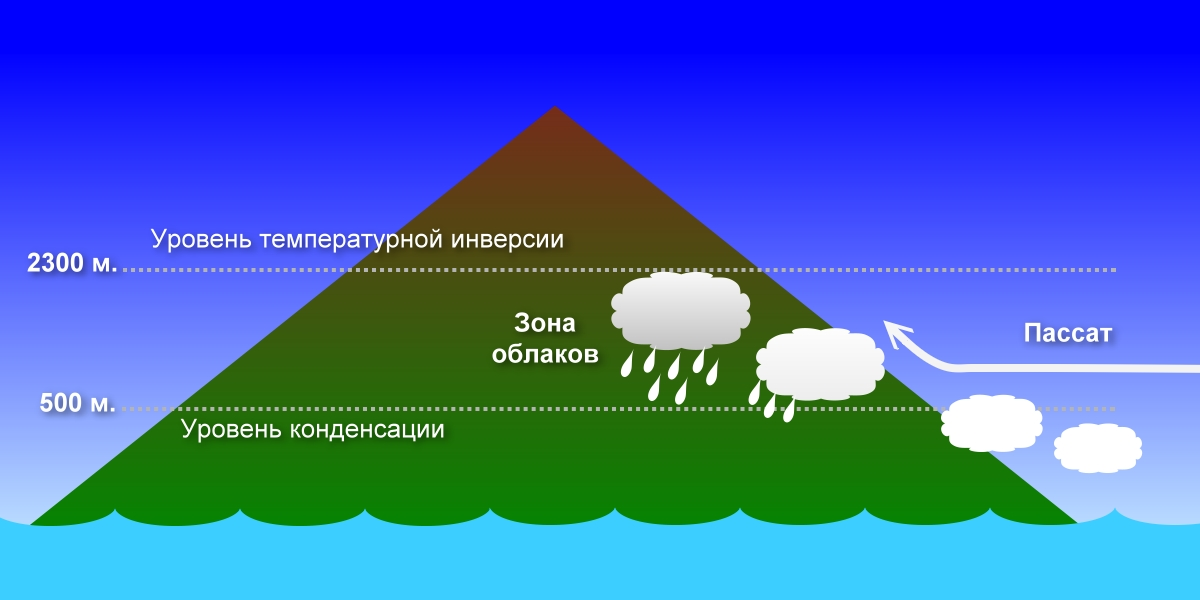
Погодная схема на Мауна-Лоа

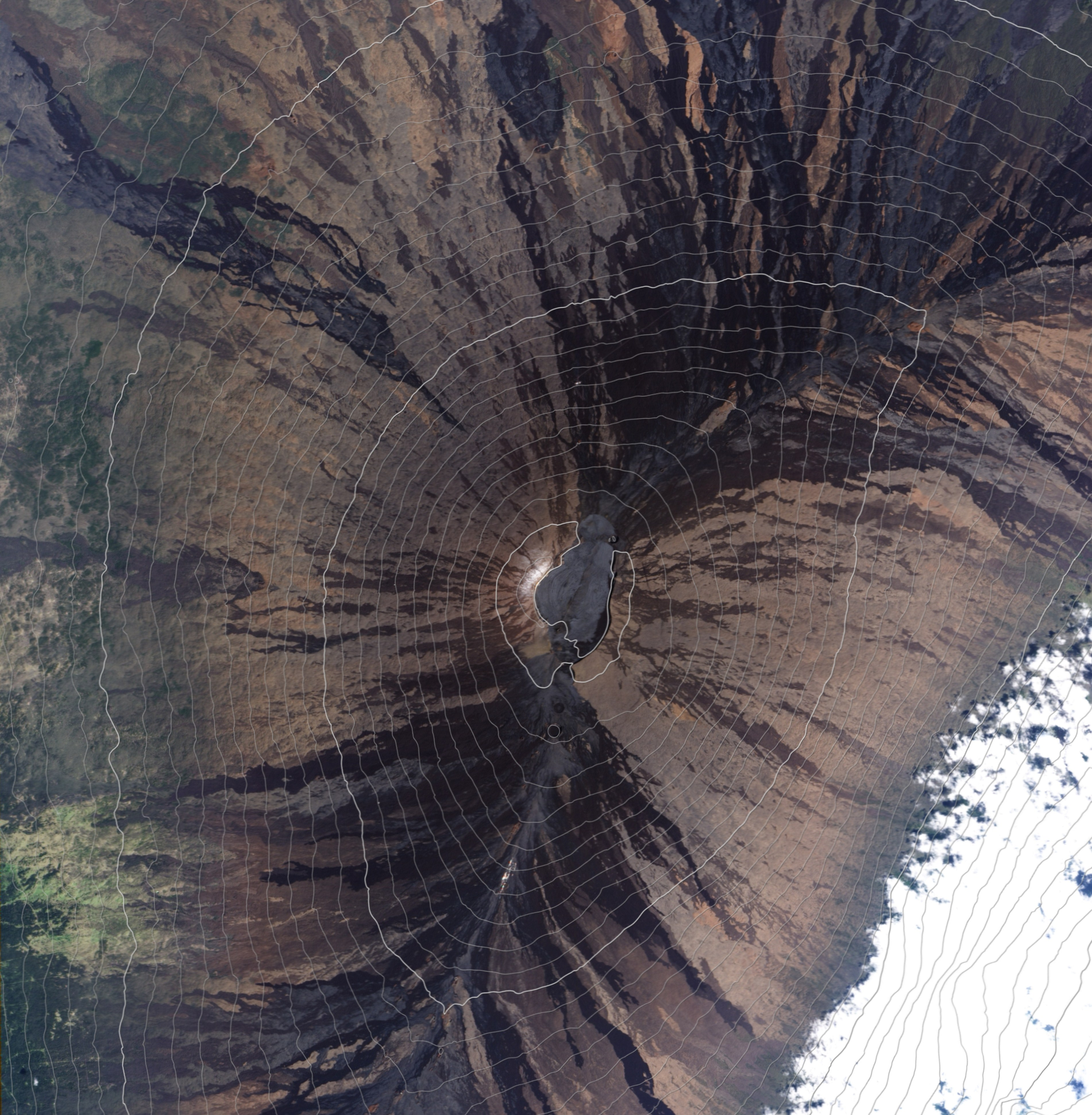
Вершина Мауна-Лоа со 100-метровыми изолиниями.

С 1956 года обсерватория на Мауна-Лоа осуществляет мониторинг и сбор данных, касающихся атмосферных изменений. Особенно важного для непрерывного мониторинга атмосферного углекислого газа (CO2), называемой Кривой Килинга. Обсерватория является частью Национального управления океанических и атмосферных исследований (NOAA). По данным НОАА, Мауна-Лоа является старейшей в мире непрерывно CO2 ПЦН, и в мире основного критерия сайте для измерения газа.
Последние наблюдения CO2 концентрации можно найти на веб-сайтах вместе с данными с других сайтов , а также тенденций на Мауна-Лоа. МЗО уровни можно сравнить с другими сайтами в глобальной сети мониторинга.
Обсерватория находится на высоте 3397 метров над уровнем моря на Северном склоне Мауна-Лоа, примерно в 6 км к северу от кальдеры вулкана Мауна-Лоа.
Мауна-Лоа была выбрана в качестве площадки для мониторинга, потому что находится наиболее далеко от любого континента, посреди Тихого океана. Она расположена выше инверсионного слоя, вдали от загрязнений. Возможное влияние от местных вулканических источников удаляется из полученных данных.

## Филиалы
- Администрация и некоторые данные обработки проводятся в городе Хило, Гавайи офис.
- Куланами Маука — место для сбора дождевой воды.
- Мыс Kumukahi пример сайта фляга находится в самой восточной части Гавайи.
- В аэропорту хило, еженедельно запускаются шары-зонды для измерения озона на высоты более 30 км.[5] На обсерватории также размещён космический микроволновый фоновый детектор под названием AMiBA.[6]